# Sośnica Gliwice
Klub Sportowy Sośnica Gliwice – polski klub sportowy z siedzibą w dzielnicy Sośnica w Gliwicach.
Administracja klubu mieści się przy ulicy Władysława Sikorskiego 134 w Gliwicach.

## Piłka nożna
Klub piłki nożnej Sośnica Gliwice został założony w 1945; od tego czasu funkcjonował pod nazwami: od kwietnia 1945 Robotniczy Klub Sportowy Orzeł Sośnica, od 1948 Górniczy Związkowy Klub Sportowy Orzeł Sośnica, od 1949 Związkowe Koło Sportowe Górnik Sośnica, od 1957 Górniczy Związkowy Klub Sportowy Górnik Sośnica, od lat 60. Górniczy Związkowy Klub Sportowy Sośnica Gliwice, od 2009 Klub Piłki Nożnej Sośnica Gliwice.
Wychowankami klubu byli m.in. Joachim Marx, Włodzimierz Lubański.
Osiągnięcia
- I runda Pucharu Polski w piłce nożnej: 1972/1973
- III runda Pucharu Polski w piłce nożnej: 1986/1987

## Piłka nożna plażowa
Od 2018 klub przystąpił do rozgrywek I ligi piłki plażowej. W debiutanckim sezonie drużyna zdobyła 6. miejsce.
Udział w rozgrywkach
| Sezon | Rozgrywki ligowe | Rozgrywki ligowe | Rozgrywki ligowe | Puchar Polski     | Uwagi                                                                                           |
| Sezon | Liga             | Liga             | Miejsce          | Puchar Polski     | Uwagi                                                                                           |
| ----- | ---------------- | ---------------- | ---------------- | ----------------- | ----------------------------------------------------------------------------------------------- |
| 2018  | II               | I liga           | 6/8              | nie przystępowała |                                                                                                 |
| 2019  | II               | I liga           | 7/9              | 15. miejsce       |                                                                                                 |
| 2020  | MP               | nie awansowała   | nie awansowała   | 13. miejsce       | W związku z pandemią COVID-19 Puchar Polski był turniejem kwalifikacyjnym do Mistrzostw Polski. |
| 2021  | II               | I liga           | 6/6              | 10. miejsce       |                                                                                                 |
| 2022  | II               | I liga           | 5/6              |                   |                                                                                                 |
| 2023  | II               | I liga, gr. D    | 3/4              |                   |                                                                                                 |

## Piłka ręczna
Sekcja piłki ręcznej kobiet odnosiła sukcesy w polskich rozgrywkach krajowych.
Sukcesy
- Złoty medal mistrzostw Polski (3 razy): 1965, 1966, 1972
- Srebrny medal mistrzostw Polski (5 razy): 1964, 1967, 1996, 1999, 2001
- Brązowy medal mistrzostw Polski (4 razy): 1957, 1970, 1971, 1994
- Puchar Polski (3 razy): 1966, 1970, 1990
- Trzecie miejsce w Pucharze Polskim: 2005